# Lycomorpha
Genre
Synonymes
- Anatolmis Packard, 1864[1]
- Prepodes Herrich-Schäffer, 1855[1]

Lycomorpha est un genre de lépidoptères (papillons) américains de la famille des Erebidae et de la sous-famille des Arctiinae.

## Systématique
Le genre Lycomorpha a été créé en 1839 par le médecin, entomologiste et bibliothécaire américain Thaddeus William Harris (1795-1856) initialement au rang de sous-genre.

## Liste des espèces
Selon FUNET Tree of Life (18 octobre 2020) :
- Lycomorpha desertus Edwards, 1881
- Lycomorpha drucei Hampson, 1901
- Lycomorpha fulgens (Edwards, 1881)
- Lycomorpha grotei (Packard, 1864)
- Lycomorpha nigridorsata Dognin, 1916
- Lycomorpha pholus (Drury, 1773)
- Lycomorpha regulus (Grinnell, 1903)
- Lycomorpha splendens Barnes & McDunnough, 1912
- Lycomorpha strigifera Gaede, 1926

## Publication originale
- (en) Thaddeus William Harris, « Descriptive catalogue of the North American insects belonging to the Linnaean genus Sphinx in the cabinet of Thaddeus William Harris », American Journal of Science, and Arts, New Haven, Inconnu, vol. 36, no 2,‎ 1839, p. 282-320 (ISSN 0002-9599 et 1945-452X, OCLC 5694945, lire en ligne).